# Thiên Môn Đạo
Thiên Môn Đạo là một môn phái võ thuật cổ truyền Việt Nam được sáng lập bởi dòng họ Nguyễn Khắc ở thôn Dư Xá Thượng, xã Hòa Nam, huyện Ứng Hòa, Hà Nội. Quá trình hình thành môn phái này được xem là có từ thời Đinh, đến cuối thế kỉ 18 hình thành tổ chức và đến gần đây mới được trưởng môn là Võ sư Nguyễn Khắc Phấn công khai. Võ sư Phấn là cũng học võ từ thầy Khai (Bảo Long y võ ) và thầy Võ (Yên Nghĩa, Hà Đông) ...đều là những môn phái Kung fu có nguồn gốc Trung Hoa.

## Lịch sử
Quá trình hình thành Thiên Môn Đạo gắn liền với lịch sử vùng đất Dư Xá Thượng từ thế kỷ X. Đền Bách Linh là một ngôi đền cổ nằm ở thôn Dư Xá Thượng, xã Hòa Nam, huyện Ứng Hòa, thành phố Hà Nội. Đền Bách Linh là nơi thờ 100 vị thần của 47 xã thuộc huyện Hoài An, phủ Ứng Thiên, trấn Sơn Nam Hạ trước đây. Tên của các vị thần được ghi trong bia đá cổ hiện lưu giữ tại đền. Trong số 100 vị thần thì 4 vị là có tượng thờ: Đinh Tiên Hoàng Đế, Thái Đường hoàng đế, Hữu Nghi Tu hoàng đế, Nội Nghi Nhị Vị quốc vương, những vị thần còn lại không có tượng và chỉ được thờ bài vị trong đền.
Theo các cụ cao niên thôn Dư Xá Thượng kể thì xưa kia Đinh Tiên Hoàng xuất quân từ Hoa Lư (Ninh Bình) đi qua các địa danh: chợ Vài, Ải, An Phú,… rồi mới ra tới Dư Xá Thượng tuyển quân trước khi đánh dẹp các sứ quân Đỗ Cảnh Thạc và Nguyễn Siêu. Khi tới thôn Dư Xá Thượng Vua đóng quân tại vị trí đền Bách Linh ngày nay và cho xây dựng đền làm nơi thờ thần và rèn luyện võ thuật cho binh lính. Mỗi năm tại ngôi đền này Vua đều tổ chức cầu mưa giúp dân làng chống hạn.
Dư Xá Thượng được nhiều người biết đến là vùng đất nổi danh về võ với võ phái Thiên Môn Đạo. Nơi đây còn để lại nhiều dấu tích vua Đinh Bộ Lĩnh luyện quân và ngôi đền Bách Linh ghi tên tuổi của tổ sư môn phái Thiên Môn Đạo. Nền tảng võ học của Thiên Môn Đạo khác biệt hoàn toàn với võ Tây Sơn Bình Định. Những bí kíp của nó có từ thời Đinh Bộ Lĩnh, lưu truyền trong dân gian và được dòng họ Nguyễn Khắc ở Dư Xá Thượng, xã Hoà Nam, Ứng Hoà, Hà Nội bảo lưu cho đến tận ngày nay.
Tới nay Thiên Môn Đạo đã trải qua 5 thế hệ:
- Người thành lập Thiên Môn Đạo là ông Nguyễn Khắc Cống, một võ tướng Tây Sơn. Có nhiều công lao trong đánh giặc ngoại xâm, được ghi tên trên bia đá tại đền Bách Linh thuộc địa phận huyện Hoài An, phủ ứng Thiên.
- Trưởng môn đời thứ hai là Nguyễn Khắc Nhượng tiếp nối truyền thống, phát triển dòng võ gia truyền.
- Trưởng môn đời thứ ba là cụ đồ Nguyễn Khắc Di. Cụ nổi tiếng là thầy dạy chữ nho và võ học cho đông đảo học trò trong vùng.
- Trưởng môn đời thứ tư là Nguyễn Khắc Tri. Hoạt động cũng như sự tồn tại, phát triển Thiên Môn Đạo lúc này gắn liền với lịch sử chống thực dân Pháp của nhân dân Việt Nam.
- Trưởng môn đời thứ năm của Thiên Môn Đạo là võ sư Nguyễn Khắc Phấn. Riêng ông Phấn kiêm trưởng tràng, trực tiếp phụ trách huấn luyện. Ông Thuấn, ông Huấn chăm lo cả việc bổ túc văn hóa cho môn sinh hoàn cảnh khó khăn, không có điều kiện tiếp tục việc học.